# St.-Bartholomäus-Kirche (Dornum)

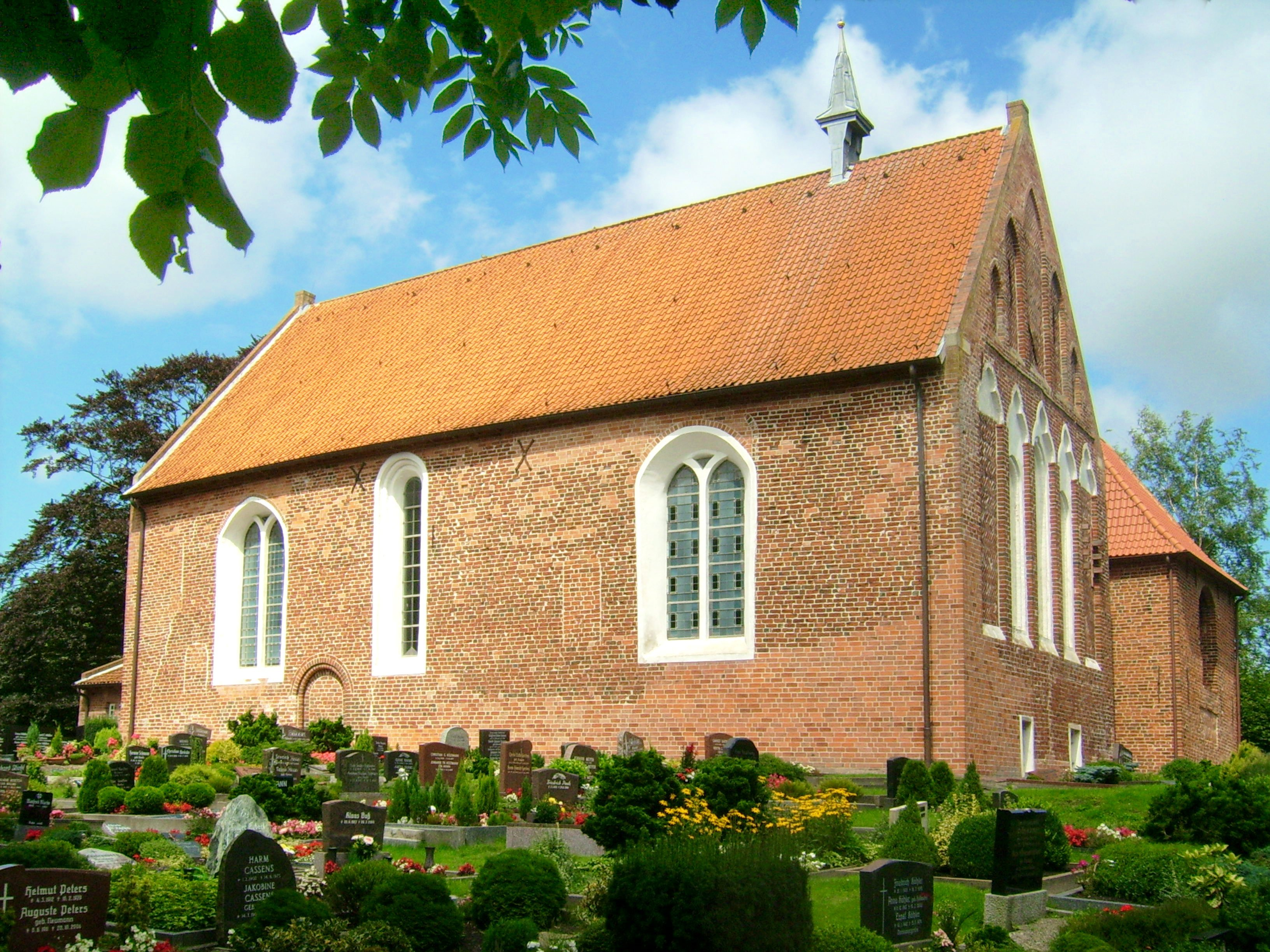
Bartholomäus-Kirche

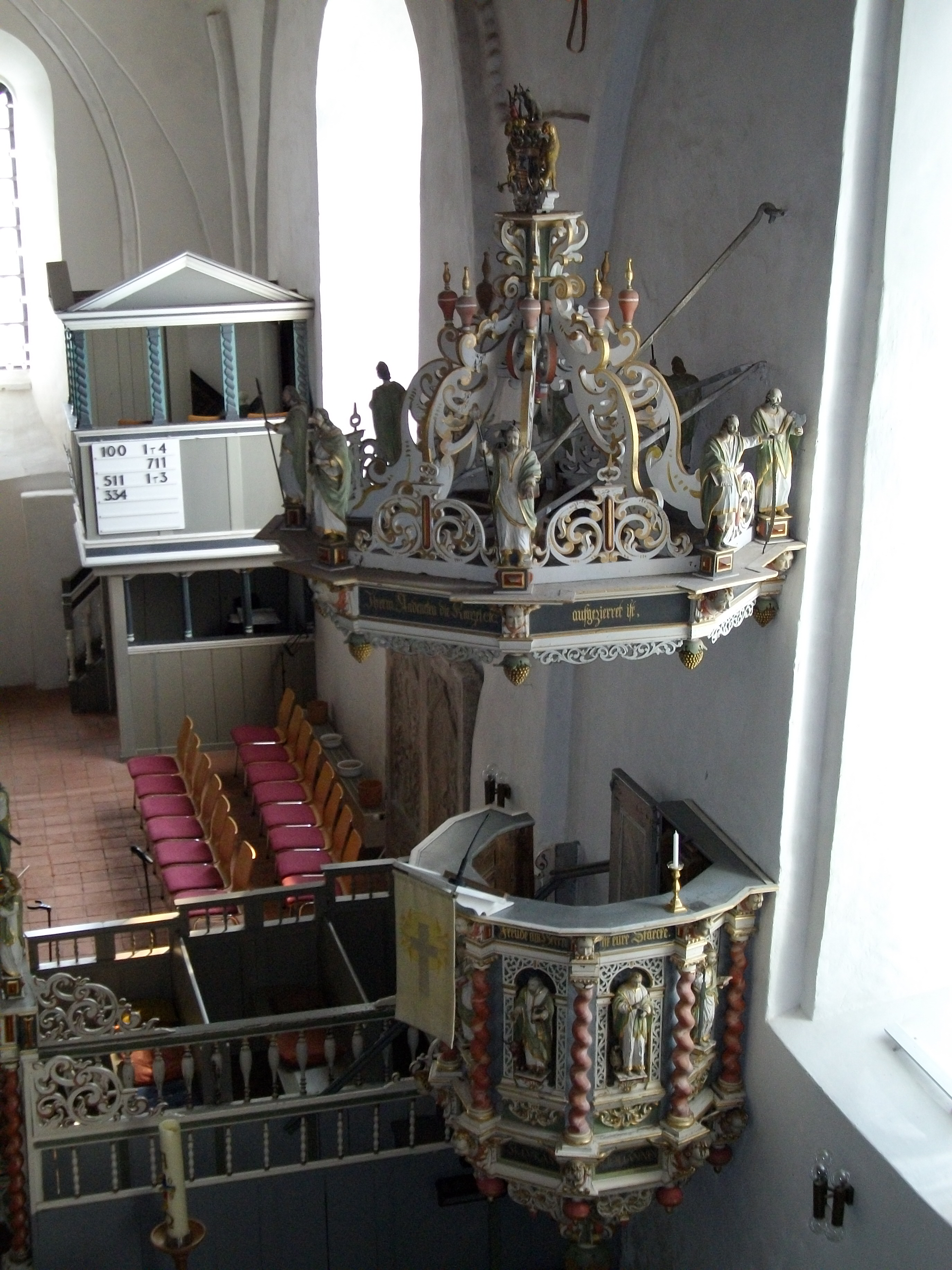
Barockkanzel in Dornum

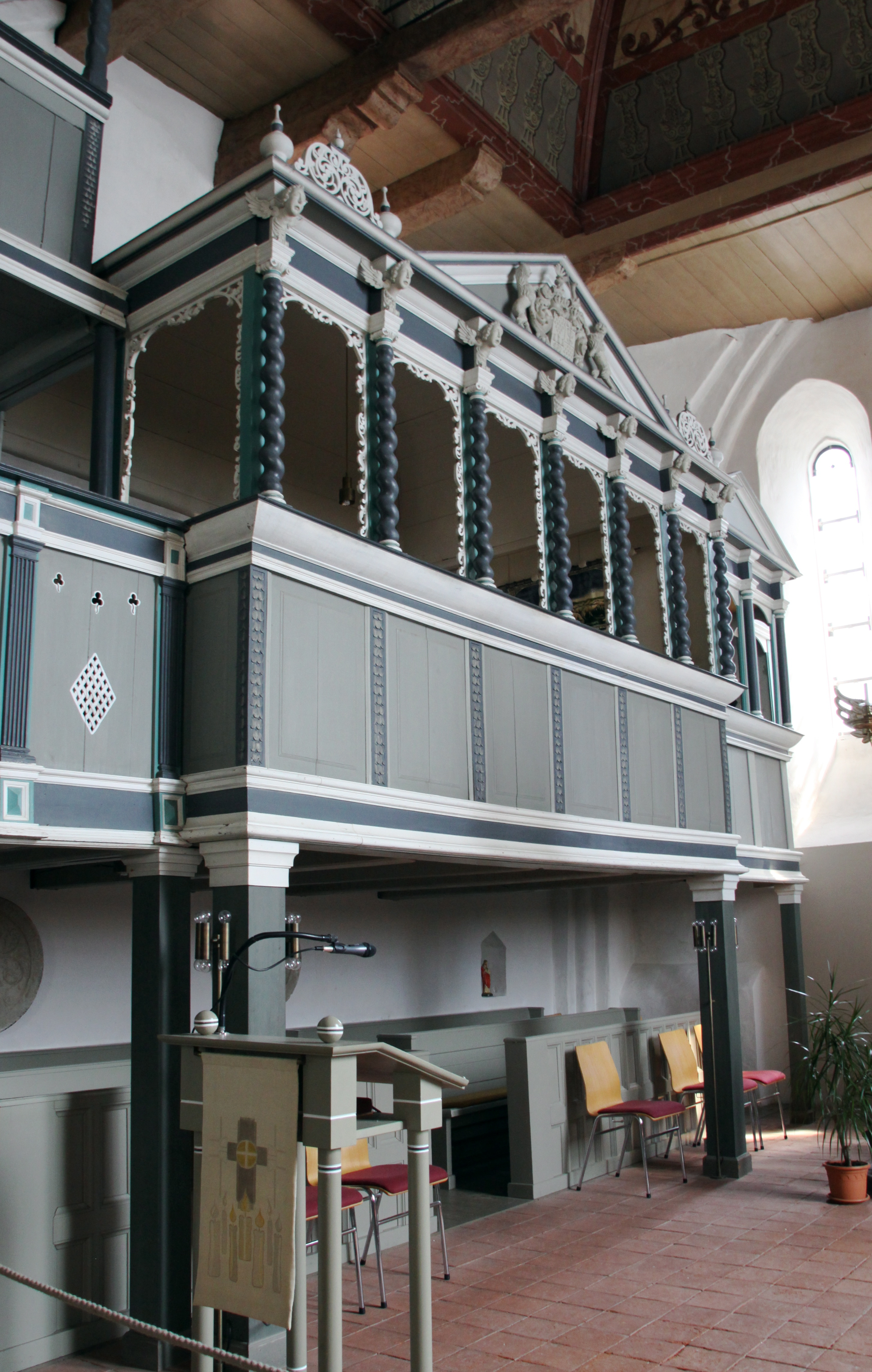
Prieche der Familie von Closter

Die evangelisch-lutherische Bartholomäus-Kirche steht in der ostfriesischen Stadt Dornum und wurde Ende des 13. Jahrhunderts auf einer Warft errichtet.

## Geschichte und Baubeschreibung
Im Mittelalter gehörte Dornum zum Erzbistum Bremen und unterstand dem Sendbereich von Ochtersum. Im Zuge der Reformation wechselte die Gemeinde zum lutherischen Bekenntnis.
Die Backsteinkirche wurde um 1270 bis 1290 auf einer acht Meter hohen Wurt als rechteckige Saalkirche gebaut. Sie war eine Tochterkirche von Resterhafe und unterstand der Sendgerichtsbarkeit der Kirche in Ochtersum. Erstmals wird die Kirche 1420 im Stader Copiar, dem Bremer Dekanatsverzeichnis, als Dornum VIII grossos genannt.
An der Ostwand und teilweise an der Südwand sind die Granitfundamente sichtbar. Die Ostseite ist reich gestaltet: Von den fünf Kleeblattbögen weisen die äußeren Blendwerk mit Ziegelmuster auf, die mittleren drei werden von schmalen Fenstern durchbrochen. Im Giebelbereich finden sich fünf spitzbogige Blenden. Zwei der drei Fenster an der Südseite wurden um 1500 vergrößert, mit Spitzbogen versehen und durch einen Mittelstab geteilt, während die romanischen Rundbogenfenster an der Nordseite erhalten blieben und mit einem Rundstab umgeben sind. An der inneren Ostwand umschließt ein großer Rundbogen die drei Fenster, die an eine ursprüngliche Apsis denken lassen, wofür es aber keine Anzeichen im Mauerwerk gibt. Ursprünglich besaß das Gebäude drei Domikalgewölbe, die jedoch 1750 abgerissen wurden. In diesem Zuge verkürzte man das Schiff im Westen um etwa 3,50 m. Die Schildbögen weisen noch auf die einstigen Gewölbe hin. Das Südportal wurde später vermauert, sodass das Gotteshaus heute durch das schmale Nordportal betreten wird. Im Grabkeller unter der Kirche befindet sich das Erbbegräbnis der Dornumer Häuptlinge.
Der frei stehende Glockenturm des geschlossenen Typs wurde im 13. Jahrhundert an der Nordostecke errichtet. Er weist einen nahezu quadratischen Grundriss auf und beherbergt drei Glocken, die aus der Erbauungszeit des Turms stammen.

## Ausstattung
Der Innenraum wird heute von einem hohen Holztonnengewölbe abgeschlossen. Die reiche Ausstattung wurde zum großen Teil von Haro Joachim von Closter, Frey- und Edler Herr zu Dornum und Petkum und Schlossherr auf Norderburg, gestiftet. Hierzu gehört das bis zur Holzdecke reichende prachtvolle Altarretabel, das Hinrich Cröpelin im Jahr 1683 schuf. Geflügelte Engel, Statuetten und rahmendes Rankenwerk flankieren die Gemälde. Über der Predella mit der Abendmahlsszene wird auf dem größeren Gemälde die Kreuzigung dargestellt, darüber die Auferstehung und oben im Medaillon die Himmelfahrt Christi dargestellt. Das Familienwappen derer von Closter bildet den bekrönenden Abschluss des Altars. Auf Cröpelins Werkstatt gehen auch die aufwändig geschnitzte Barockkanzel und die Prieche der Familie von Closter zurück. Haro Joachim von Closter gab auch die Orgel der St.-Bartholomäus-Kirche im Jahre 1711 in Auftrag, die von Gerhard von Holy gebaut wurde. Das Werk verfügt über 32 Register auf drei Manualen und Pedal und ist eine der größten Dorforgeln Norddeutschlands und wurde 1995 als nationales Denkmal von europäischem Rang anerkannt. Daneben prägen doppelgeschossige Emporen in Grau- und Blautönen mit gedrehten Säulen und Schnitzwerk den Innenraum.
Noch aus der Erbauungszeit der Kirche stammt der Taufstein aus Baumberger Sandstein mit einem Fries aus Weinranken und sechs Rundbogenarkaden. Zu den zahlreichen Grabplatten gehören die des Haro von Closter († 1568) und Gerhard II. von Closter († 1594), deren ganzfigurige Reliefs in dem belgischen Syenit hineingearbeitet wurden.